# 葉山考太郎
葉山 考太郎（はやま こうたろう、1954年 - ）は、日本のワインライターである。
『ヴィノテーク』（ヴィノテーク）、『ソムリエ』（日本ソムリエ協会機関誌）のワイン専門誌をはじめ、一般情報誌のワイン特集などでも執筆を担当。自らを、おちゃらけワインライターと名乗るように軽快な語り口を持ち味としており、ついスノッブに陥りがちなワインというテーマながらワイン初心者にも優しい文章を発表している。またワインショップの1日店長、1日ワイン講座の講師など、単発のイベントにも登場する。サングラス姿がトレードマーク。
なお、ソフトウェア開発に関する翻訳本も手掛けているが、こちらは葉山考太郎名義でなく本名での出版。

## 出版物
- ワイン道 飲みたい夜長の裏スノッブ指南 日経BP 1996年 ISBN 4-82-224062-2
- シャンパンの教え デートに活かすシャンパン利用術 日経BP 1997年 ISBN 4-82-224086-X
- 辛口/軽口ワイン辞典 日経BP 1999年 ISBN 4-82-224157-2